# Ковачев, Христо
Хри́сто Кова́чев (болг. Христо Ковачев; 6 мая 1929, Острец, ныне Ловечская область, Болгария — 30 июля 1997, София, Болгария) — болгарский кинорежиссёр, сценарист и оператор. Народный артист НРБ.

## Биография
Известный болгарский кинорежиссёр-документалист. Автор сценариев и оператор своих фильмов.

## Избранная фильмография

### Режиссёр
- 1960 — Огни и люди / Светлини и хора
- 1963 — Люди и бури /
- 1965 —  / Вар
- 1966 — От одного до восьми / От едно до осем
- 1968 — Нити радуги / Нишки от дагата
- 1968 — Тысячи журавлей / Хиляда жерави
- 1971 — Весна моя / Пролет моя
- 1973 — Жить в мире / Здравейте, мили деца
- 1974 — Строители / Строители
- 1975 — Учитель Марин /
- 1977 — Агрономы / Гларуси
- 1978 — Пастушье / Овчарско
- 1981 —  / Чий сам аз?
- 1981 — Человек из народа / Човек от народа
- 1983 — Дамян / Дамян

## Награды
- 1961 — приз за лучший документальный фильм Второго Московского международного кинофестиваля («Огни и люди»)
- 1967 — приз за лучший короткометражный документальный фильм 28-го Венецианского кинофестиваля («От одного до восьми»)
- 1969 — приз за лучший документальный фильм VI Московского международного кинофестиваля («Нити радуги»)
- 1974 — Приз Международного кинофестиваля в Лейпциге («Строители»)
- 1975 — приз за лучший документальный фильм IX Московского международного кинофестиваля («Учитель Марин»)
- 1975 — Заслуженный артист НРБ
- 1977 — Приз Международного кинофестиваля в Лейпциге («Агрономы»)
- 1980 — Народный артист НРБ
- 1983 — Приз Международного кинофестиваля в Оберхаузене («Дамян»)